# Неберджаевское водохранилище
Неберджаевское водохранилище — построено на реке Липки (левый исток реки Неберджай) в 8,2 км от её истока. Расположено на северном склоне Маркотхского хребта, в 16 км к северо-востоку от Новороссийска и служит одним из источников его водоснабжения.
Отбор воды из Неберджаевского водохранилища может составлять до 26,7 тыс. м³ в сутки, при этом общее потребление воды Новороссийском на 2011 год достигало 142 тыс. м³ в сутки.

## Описание
Водохранилище было образовано земляной плотиной высотой 27 м и длиной по гребню 250 м. По окончании строительства отметка гребня плотины составляла 185 м над уровнем моря, нормальный подпорный уровень (НПУ) водохранилища соответствовал отметке 182 м, форсированный подпорный уровень (ФПУ) — 183,5 м. Площадь водохранилища при наполнении до НПУ составляла 0.75 км², проектная полная ёмкость — 8.3 млн м³.
В ходе эксплуатации водохранилища его ёмкость постепенно снижалась из-за заиливания, и по состоянию на 2012 год полная ёмкость при наполнении до НПУ составляла 6.64 млн м³.
В 2011 году был утверждён проект реконструкции водохранилища, в ходе которой оно должно приобрести следующие параметры: высота плотины 27,64 м, длина по гребню 250 м. Ширина по гребню 8 м, по основанию (максимальная) 202 м. Отметка гребня плотины 185,64 м, новые уровни: НПУ 183,1 м; ФПУ 184,65 м; уровень мёртвого объёма 169 м.
Реконструкция обеспечит увеличение полной ёмкости до 7.52 млн м³ при полезной ёмкости 6.85 млн м³. Площадь водохранилища при наполнении до НПУ составит 0.8 км². Первый этап реконструкции, включавший наращивание и укрепление плотины, был завершён в 2015 году.
Питание водохранилища осуществляется, в основном, осадками. Площадь водосбора составляет 31.6 км². Для пропуска избытка воды имеется поверхностный водосброс шахтного типа, высота которого совпадает с НПУ. Из шахты вода поступает в горизонтальный тоннель длиной (после реконструкции) 169 и диаметром 4,3 метра. Максимальная пропускная способность шахтного водосброса (после реконструкции) оценивается в 150 м³/с. В ходе реконструкции водохранилища должны быть построены дополнительный поверхностный водосброс сифонного типа производительностью до 50 м³/с и донный водовыпуск диаметром 0.6 м производительностью до 1.04 м³/с.
Собственником водохранилища с 2011 года является Новороссийский муниципалитет. В 2012 году водохранилище эксплуатировалось ООО «ЮВК-Новороссийск», дочерним обществом ООО «Югводоканал» и ОАО «Евразийский». По состоянию на июнь 2016 года эксплуатантом числится МКУ «Управление гидротехнических сооружений и систем ливнеотведения».

## История
Проект водохранилища разработан проектно-изыскательским институтом «Кубаньводпроект». Строительством, которое началось в 1954 году, занимался Строительно-монтажный трест № 12 объединения «Краснодарпромстрой». Первая очередь Неберджаевского водохранилища запущена в эксплуатацию в 1959 году, вторая очередь — в 1978 году.
В 1993 году экспертной комиссией был сделан вывод о необходимости срочной реконструкции гидроузла.
В 1999 году реконструкция водохранилища была включена в «программу круглосуточного водоснабжения» Новороссийска, но никаких существенных работ по ней выполнено не было.
В конце 2011 года было принято решение о реконструкции водохранилища. Работы оценивались в 600 млн рублей и должны были занять 2-3 года. Предусматривались подъём гребня плотины, реконструкция шахтного водосброса, строительство нового донного водовыпуска, увеличение мощности насосной станции. Часть средств на реконструкцию была выделена из федерального бюджета в 2012 году, в мае того же года начались подготовительные работы. В ходе подготовки к реконструкции должно было состояться обследование располагающихся на затапливаемой водохранилищем территории древних захоронений, относящихся предположительно к XIII веку. Однако эта задача не была выполнена в полном объёме из-за невозможности отложить наполнение водохранилища, играющего важную роль в водоснабжении Новороссийска.
Первый этап реконструкции водохранилища проходил с 2013 по 2015 год, он включал укрепление плотины, реконструкцию насосных станций и шахтного водосброса. Во время второго этапа реконструкции планировалось увеличение объёма водохранилища до 7.52 млн м³.

## Наводнение 2012 года
В июне 2012 года отмечалось, что водохранилище было полупустым. 6—7 июля 2012 года, в результате проливных дождей (за два дня выпала более чем двухмесячная норма осадков) произошло наводнение в Краснодарском крае, от которого особенно сильно пострадал Крымский район, включая город Крымск, находящийся примерно в 20 км от водохранилища. В первое время после наводнения в городе появились слухи, что оно было вызвано аварийным или намеренным сбросом воды из Неберджаевского водохранилища. Они были подхвачены блогосферой, представителями политической партии «Яблоко» и СМИ. Вскоре эти слухи были опровергнуты как официальными лицами и специалистами в области гидротехнических сооружений, так и независимыми журналистскими расследованиями. По оценке Росгидромета, во время наводнения водохранилище сыграло положительную роль, аккумулировав свыше 4 млн м³ паводковых вод и снизив расход воды на пике наводнения в Крымске примерно на 130 м³/с. Автоматический сброс излишков воды начался позже прохождения пика наводнения в Крымске и составлял не более 80 м³/с.

## Достопримечательности
В охранной зоне водохранилища находится памятник воинам 6-го пешего пластунского батальона Кубанского войска — защитникам Георгиевского (Липкинского) поста, павшим в битве с горцами 4 сентября 1862 года. Памятник был торжественно открыт 4 сентября 1900 года на месте братской могилы части погибших. В 1958 году захоронение и памятник перемещены на возвышенность в связи со строительством водохранилища.